# 파인픽스 S1 Pro

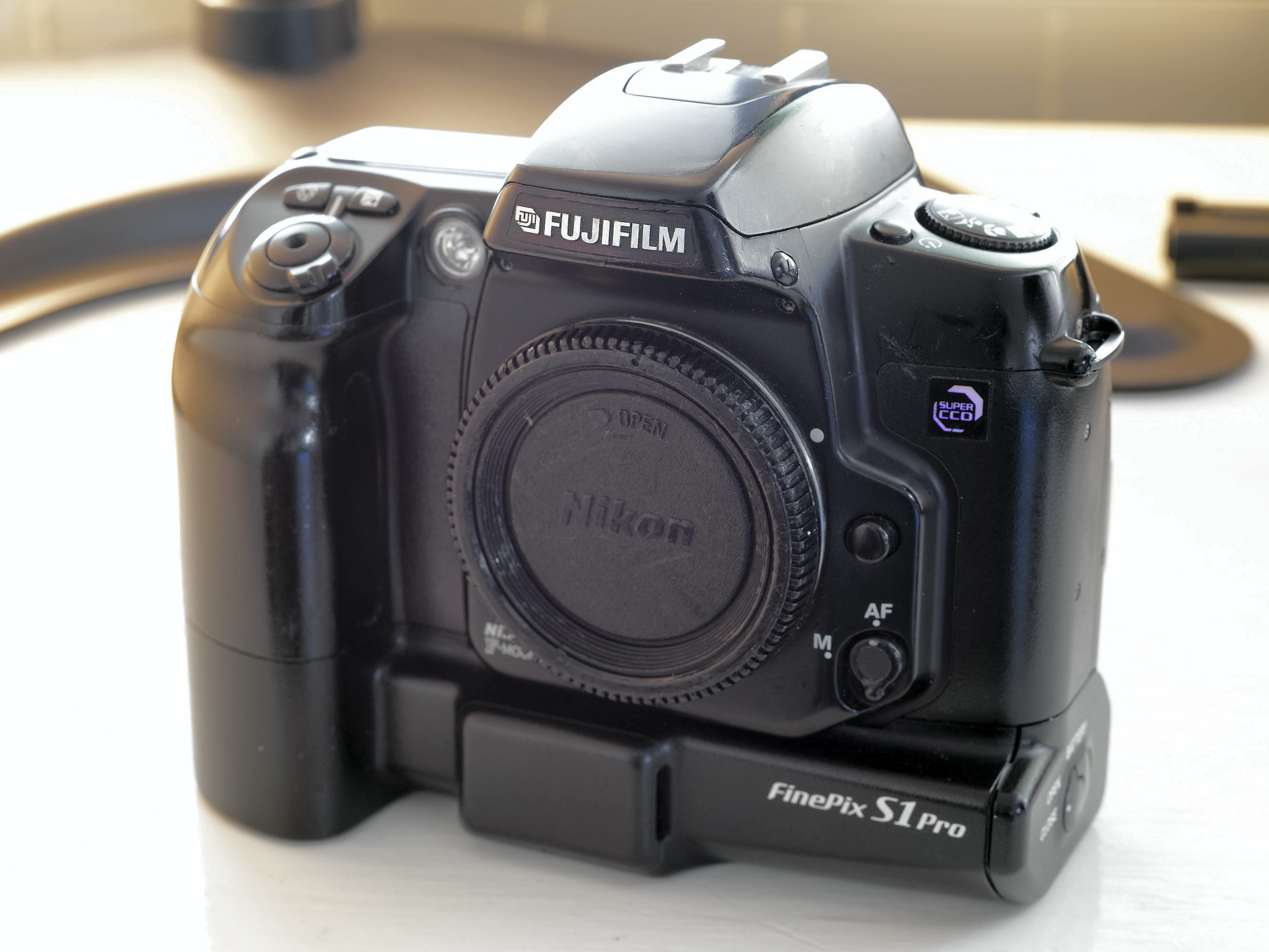

파인픽스 S1 Pro(FinePix S1 Pro)는 후지필름에서 2000년 1월 31일에 발표한 DSLR이다. 610만 화소 디지털 카메라로 홍보했으며, 인터폴레이션 해상도 모드에서 가로 3040 픽셀 x 세로 2016 픽셀로 612만8640화소, 일반 해상도는 가로 2304 픽셀 x 세로 1536 픽셀로 353만8944화소이다. 따라서 일반적인 카메라 기준으로 350만 유효 화소를 가진 디지털 SLR 카메라로 구분한다. 센서는 후지필름 Honeycom SuperCCD 센서를 사용한다.
특이한 점은 최저 감도가 ISO 320에서 시작한다는 점이고, 최대 감도는 ISO 1600으로, 발표 당시에는 획기적인 고감도 저노이즈를 실현했다.
카메라 바디는 니콘 F60 바디에 바탕을 두고 있다.

## 같이 보기
- 파인픽스 S2 Pro